# Râul Cătunul, Gaura
Râul Cătunul este un curs de apă, afluent al râului Gaura. 